# Храбров, Алексей Александрович
Алексей Александрович Храбров — гвардии рядовой Вооружённых Сил Российской Федерации, участник антитеррористических операций в период Второй чеченской войны, погиб при исполнении служебных обязанностей во время боя 6-й роты 104-го гвардейского воздушно-десантного полка у высоты 776 в Шатойском районе Чечни.

## Биография

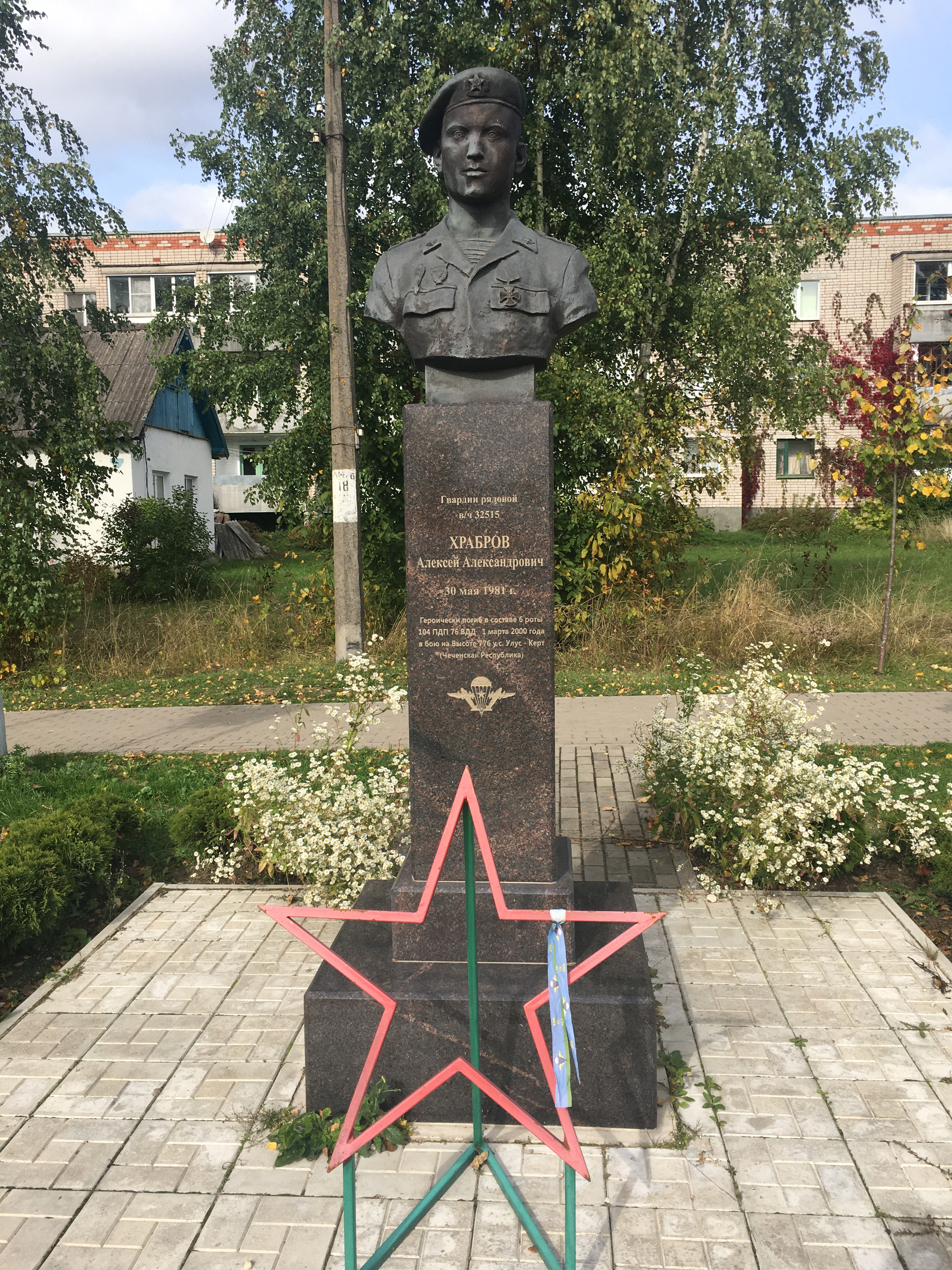
Бюст Храброву А.А. в Пушкинских Горах

Алексей Александрович Храбров родился 30 мая 1981 года в городе Тапа Эстонской ССР. Спустя некоторое время после рождения, вместе с семьёй переехал в Псковскую область, жил и рос в деревне Исса Пушкиногорского района. Окончил Пушкиногорскую среднюю школу имени А. С. Пушкина и профессиональное училище № 30. 9 февраля 1999 года был призван на службу в Вооружённые Силы РФ Новоржевским районным военным комиссариатом Псковской области и направлен в воздушно-десантные войска. После прохождения обучения зачислен стрелком-оператором в войсковую часть № 32515 (104-й гвардейский воздушно-десантный полк, дислоцированный в деревне Черёха Псковского района Псковской области), службу проходил в 6-й парашютно-десантной роте.
С началом Второй чеченской войны в составе своего подразделения гвардии рядовой Алексей Храбров был направлен в Чеченскую Республику. Принимал активное участие в боевых операциях. С конца февраля 2000 года его рота дислоцировалась в районе населённого пункта Улус-Керт Шатойского района Чечни, на высоте под кодовым обозначение 776, расположенной около Аргунского ущелья. 1 марта 2000 года десантники приняли здесь бой против многократно превосходящих сил сепаратистов — против всего 90 военнослужащих федеральных войск, по разным оценкам, действовало от 700 до 2500 боевиков, прорывавшихся из окружения после битвы за райцентр — город Шатой. Гвардии рядовой Алексей Храбров вместе со всеми своими товарищами отражал ожесточённые атаки боевиков Хаттаба и Шамиля Басаева. Вёл огонь по противнику, не покинув своего поста даже после ранения. В том бою Храбров погиб, как и 83 его сослуживца.
Похоронен на мемориале «Чёртова гора» в Пушкиногорском районе Псковской области.
Указом Президента Российской Федерации от 12 марта 2000 года за мужество и отвагу, проявленные при ликвидации незаконных вооружённых формирований в Северо-Кавказском регионе, гвардии рядовой Алексей Александрович Храбров посмертно был удостоен ордена Мужества.

## Память
- В честь Храброва названа улица в Пушкинских Горах.
- В Пушкинских Горах установлен бюст Храброва[4].
- На здании училища № 30, где учился Храбров, установлена мемориальная доска.
- В Пушкиногорской средней школе имени А. С. Пушкина создан памятный уголок.

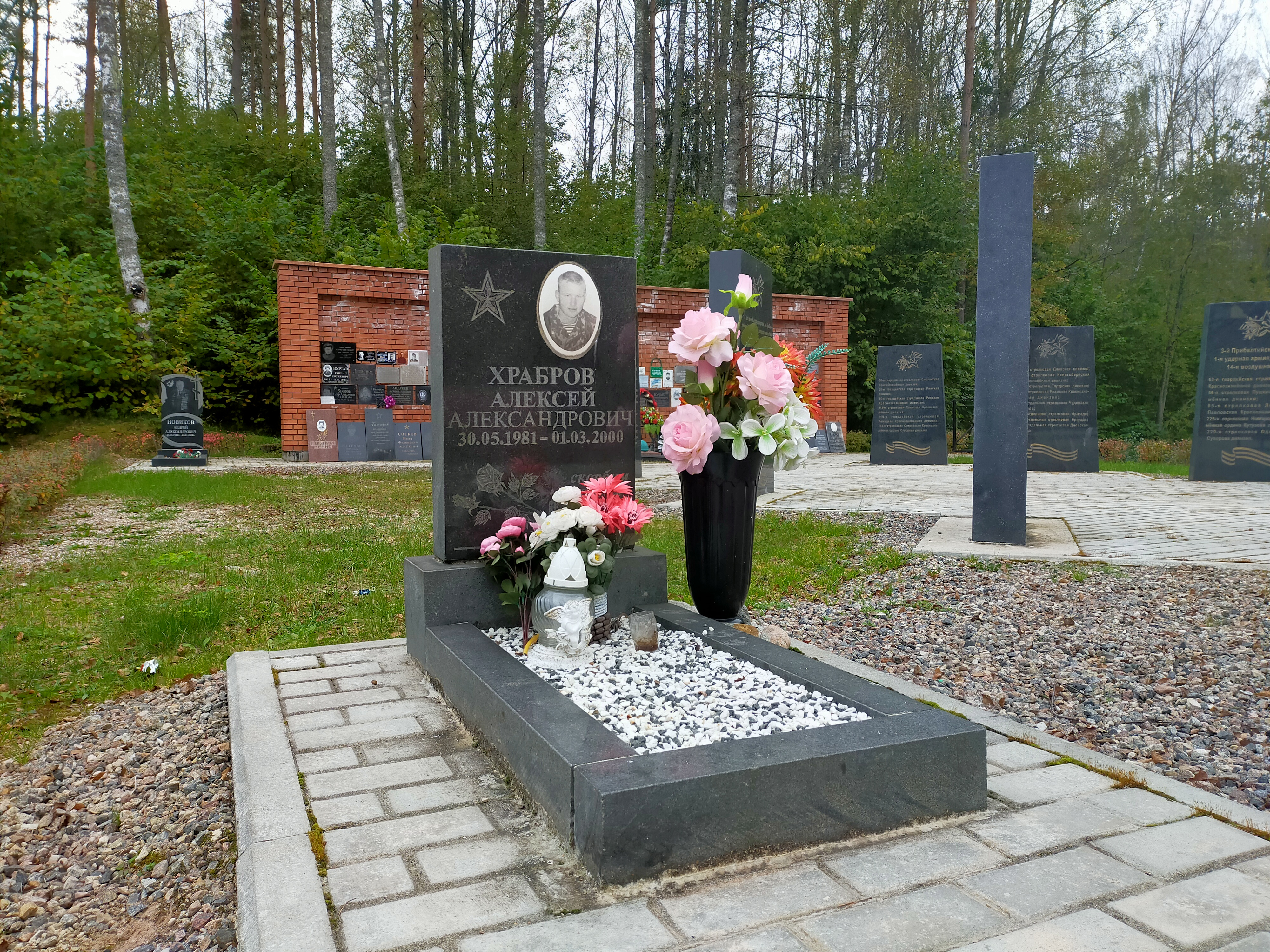
Могила Храброва А.А., мемориал советским воинам Чёртова Гора